# كوش بن حام
تعريف الإنجيل:
كوش هو الابن الأكبر لحام ابن نوح وهو أب النوبيين وأخ مصرايم أبو المصريون، وأخ كنعان، وذكر إسمه في قائمة الأمم وفي سفر التكوين 10:6 وفي سجلات الكتاب المقدس 1:8 وتنسب إليه المملكة الكوشية والكوشيين الشعب الأسمر البشرة الذي يستوطن ضفاف نهر جيحون ولديه تاريخ قديم ومتداخل مع شعوب شمال شبه الجزيرة العربية و‌اليمن و‌إثيوبيا وجنوب الصحراء ومنابع النيل.
كان كوش والد نمرود، وهو ملك يُدعى "المحارب البطولي الأول على وجه الأرض"
- كوش زوجته قرنابيل وأبنائه:
  - حويله أو هافيله
  - رماح
  - نمرود
  - سبته
  - سبتيكه

تعريف التوراة:
ووفقاً لسفر التكوين فأن لدى كوش المزيد من الأبناء، وقد كانت زوجة النبي موسى كوشية وتدعى صفورة وفق كتاب الأعداد وهو الكتاب الرابع من أصل خمس كتب تشكل التوراة، وقد وصفت صفورة لموسى واقع النوبيين وتفاصيل حياتهم.